# Lüscherz

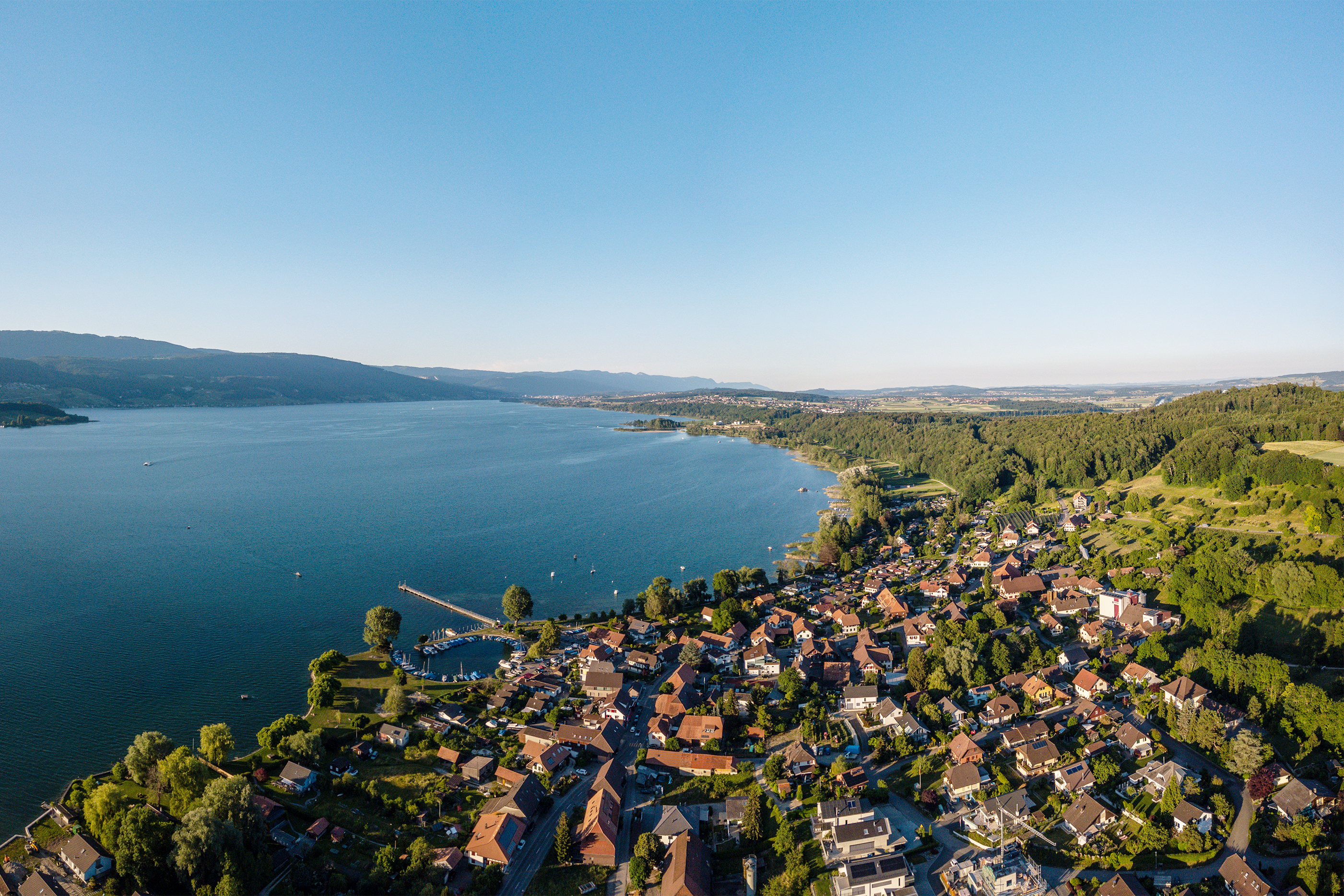
Vue aérienne avec le lac de Bienne

Photo aérienne (1958)

Lüscherz (anciennement en français Locras) est une commune suisse du canton de Berne, située dans l'arrondissement administratif du Seeland, sur la rive sud du lac de Bienne.

## Transports
- Ligne Bienne–Täuffelen–Anet, appartenant à l’entreprise de transport Aare Seeland mobil (ASm).